# Aermacchi MB-326
Aermacchi MB-326 Impala – lekki myśliwiec zbudowany przez włoską firmę Aermacchi. 

## Historia
Pierwszy lot odbył się 10 grudnia 1957 roku. Samoloty wyprodukowane przez Atlas Avion są eksloatowane w RPA pod nazwą Impala. Wersja wyprodukowana przez Embraer dla Brazylii nosi nazwę AT-26 Xavante.

## Galeria

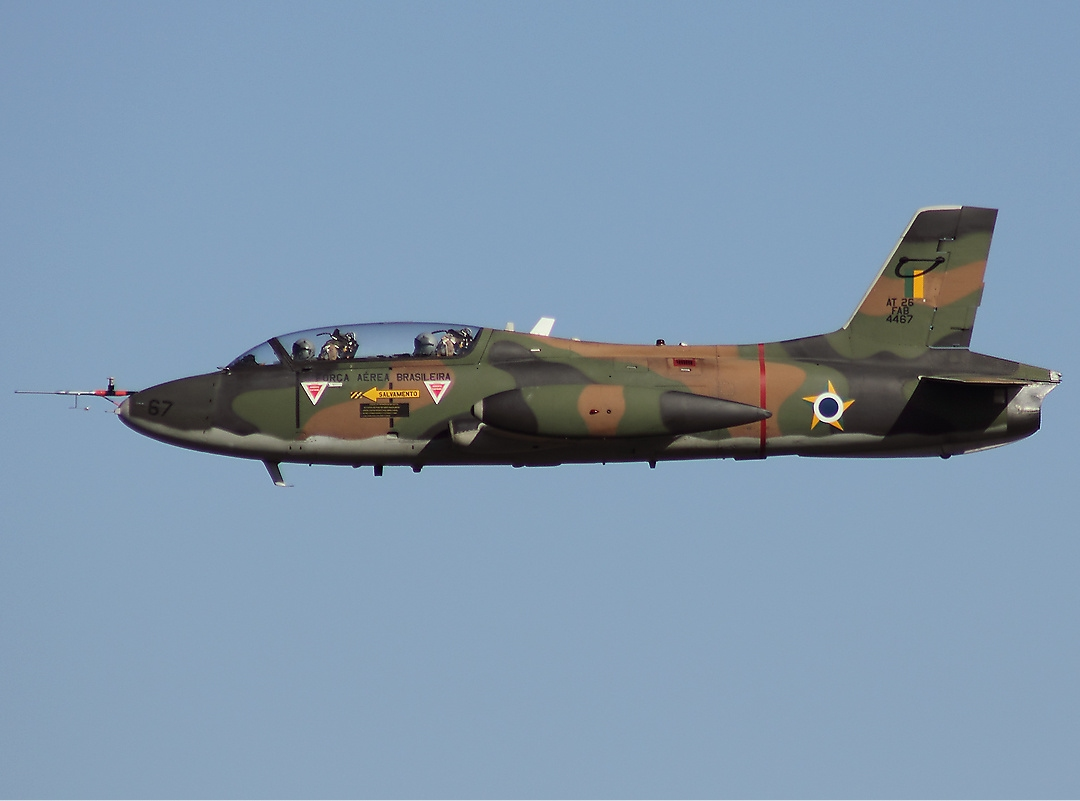
Embraer AT-26 Xavante (EMB-326GC) – wariant produkowany w Brazylii
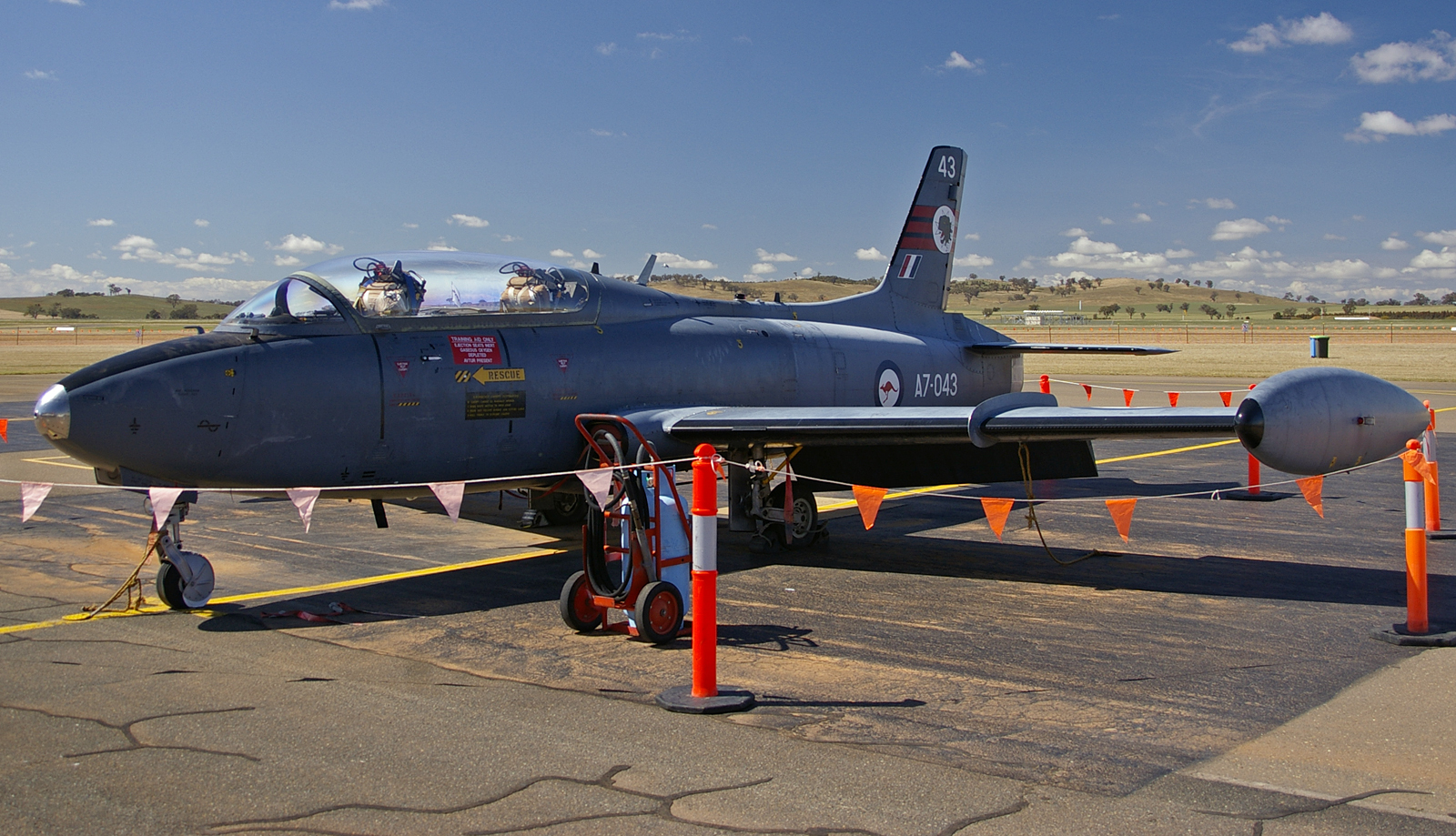
Macchi MB-326H, produkowany na licencji w Australii
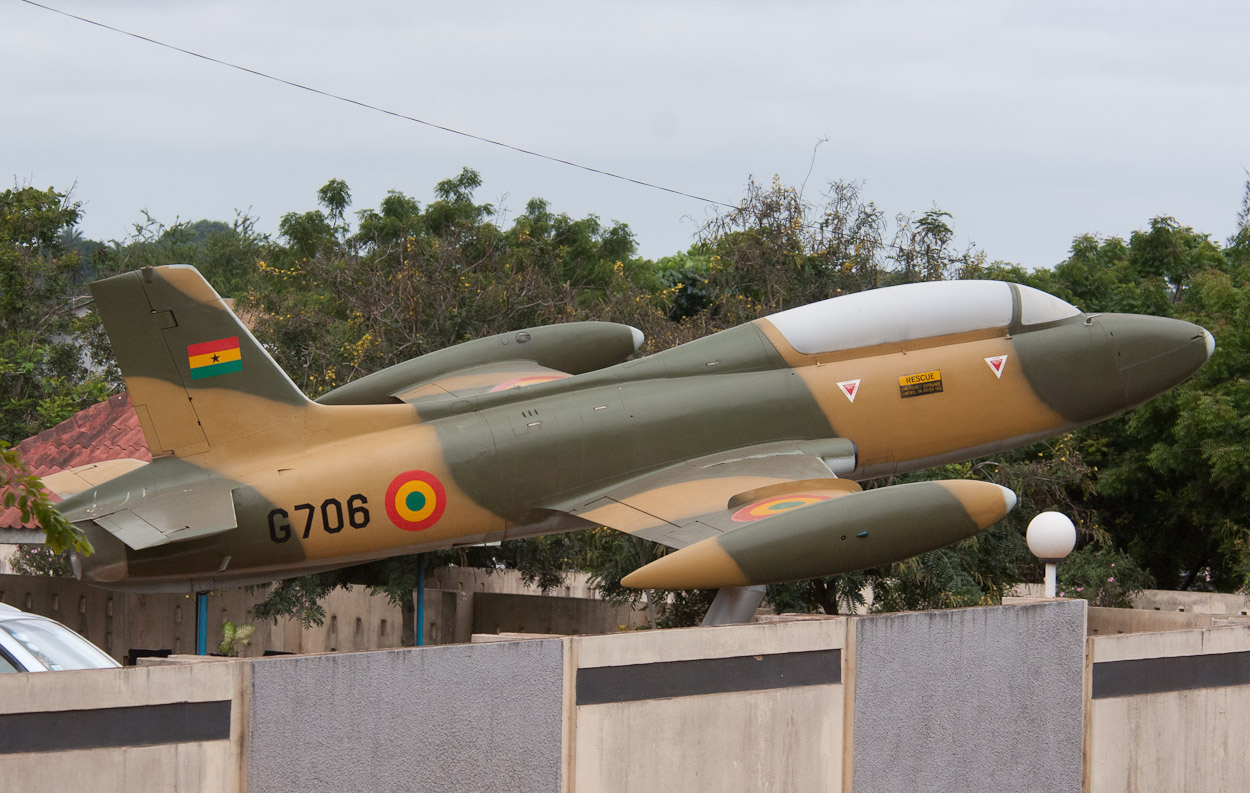
Aermacchi MB-326 lotnictwa Ghany